# Frederick Gordon Hyland
Frederick Gordon Hyland, britanski general, * 8. februar 1888, † 16. april 1962.